# From Depressive Age to D-Age
From Depressive Age to D-Age è una raccolta di brani del gruppo musicale tedesco Depressive Age, pubblicato nel 1999 dalla GUN Records.

## Tracce
Brani scelti da Jan Lubitzki e Jochen Klemp
1. Electric Scum – 3:36
2. Small Town Boy – 4:05
3. Compañero Song – 3:55
4. Garbage Canyons – 4:16
5. Innocent In Detention – 6:27
6. Autumn Times – 7:02
7. New Machine Wisdom – 3:26
8. Port Graveyard – 4:15
9. Polar Athletic Sun – 3:05
10. Lying In Wait – 4:19
11. Psycho Circle Game – 5:34
12. Subway Tree – 4:28
13. Hut – 5:01
14. Eternal Twins – 5:18
15. Real Love – 3:59
16. Electric Scum (Acoustic Version) – 3:39
17. Small Town Boy (Acoustic Version) – 4:14

## Formazione
- Jan Lubitzki – voce
- Jochen Klemp – chitarra solista
- Tim Schallenberg – basso
- Norbert Drescher – batteria
- Peter Habermann - voce aggiuntiva su Eternal Twins